# ジョン・トーヴィー

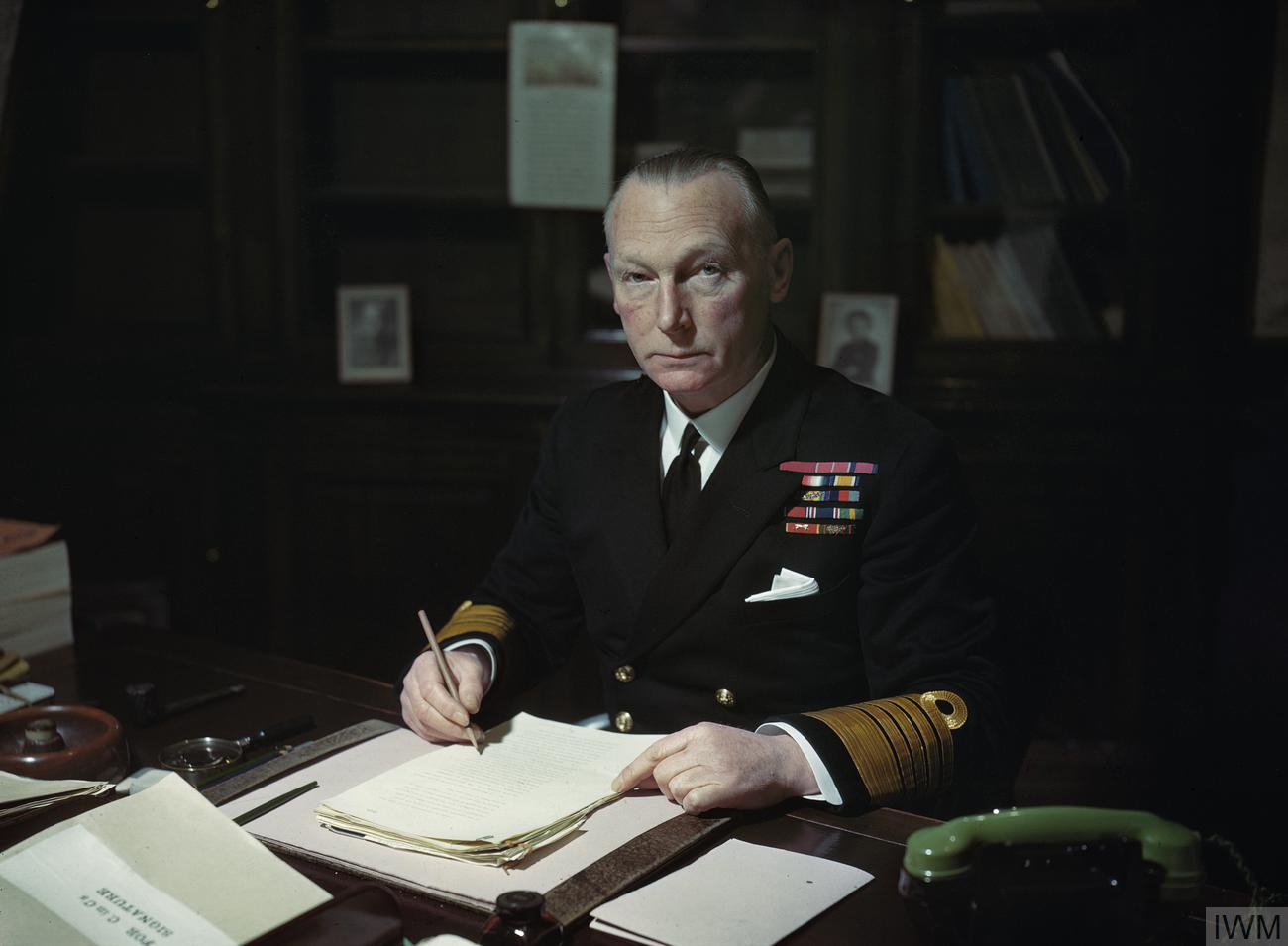
ジョン・トーヴィー元帥。ノア管区司令長官時に撮影されたものと推定されている

ジョン・クローニン・トーヴィー（John Cronyn Tovey, 1885年3月7日 - 1971年1月12日、法学博士(DCL)。GCB、KBE、DSO勲爵士）は、第二次世界大戦中に活躍したイギリス海軍の提督。

## 人物
トーヴィーは14歳で海軍に入隊し、第一次世界大戦が始まったときには巡洋艦アンフィオン乗り組みであった。後にトーヴィーは駆逐艦オンスローの艦長となり、ユトランド沖海戦での功績によりDSOを受章した。戦間期にトーヴィーは、いくつかの陸上機関で任務に就き、1932年にネルソン級戦艦ロドニーの艦長となった。その後、海軍少将まで昇進し、地中海艦隊のフラッグオフィサーとなる。
地中海艦隊ではトーヴィーは駆逐艦戦隊や巡洋艦戦隊の指揮にあたっており、1940年にイタリアが第二次世界大戦に参戦した際には、海軍中将として地中海艦隊の副司令長官の任にあった。11月、トーヴィーは大将に昇進するとともに本国艦隊司令長官に任じられた。在任中、トーヴィーは第一海軍卿のダドリー・パウンドや、首相であったウィンストン・チャーチルと何度か衝突を起こしている。この期間中のトーヴィーの最も注目すべき功績はドイツの戦艦ビスマルクの撃沈である。1943年、トーヴィーはノア管区の司令長官となり、東岸のすべての護衛船団の航行と掃海作業の責任を負うことになった。その数か月後、トーヴィーは元帥に任じられた。
トーヴィーは1946年に現役を退いたものの、終生、元帥としての地位を保った。同年、トーヴィーはドーセット州のラングトン・マトラヴァー (en) を封地とする男爵に叙せられ、トーヴィー男爵家の初代当主となった。この男爵位は1971年のトーヴィーの死去とともに消滅した。

## 語録
「不可能な賭けに立ち向った最も勇敢な戦いに最高の賛辞を払いたい」。=ビスマルク沈没後の1941年5月27日。